# Církevní sňatek

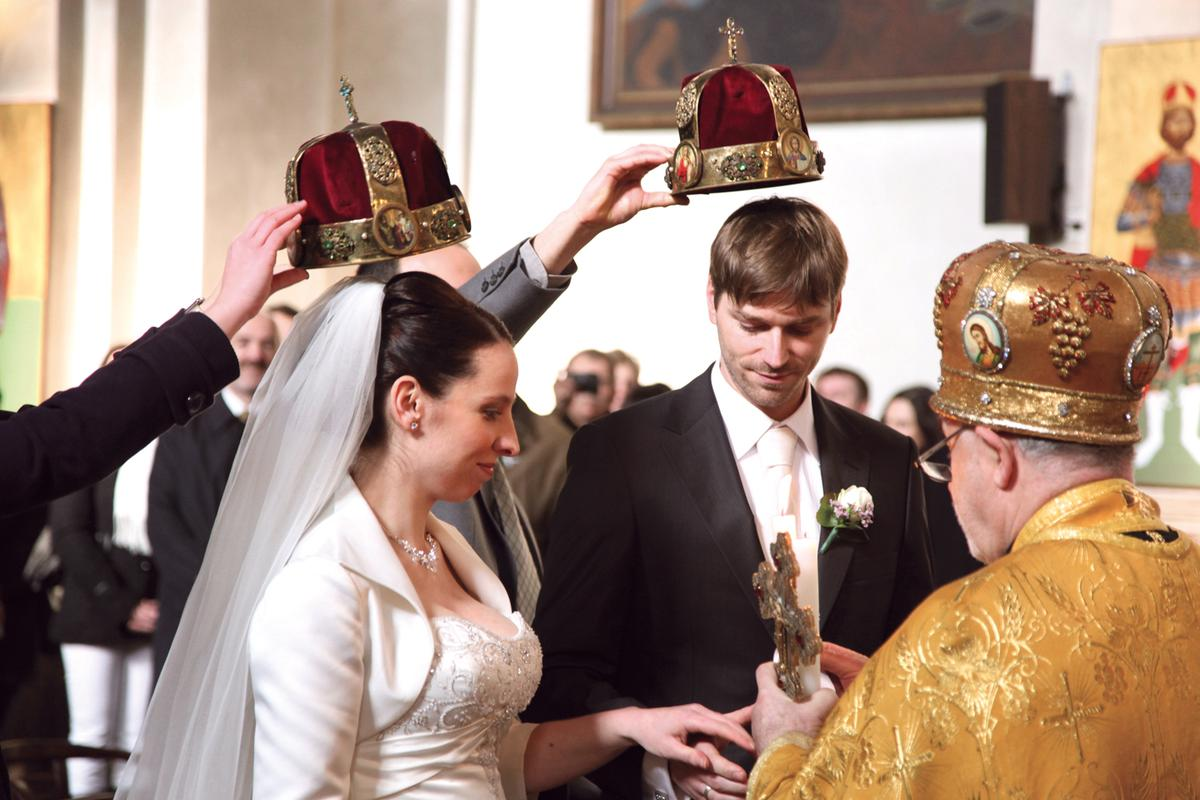
Pravoslavný církevní sňatek, v chrámu sv. Cyrila a Metoděje v Praze

Církevní sňatek je forma sňatku, která probíhá zpravidla v místě obvyklém pro náboženské obřady (například kostel), oddávajícím je kněz či jiná pověřená osoba a obřad se odehrává podle předpisů a zvyklostí příslušné církve či náboženské společnosti. Církevní sňatek je v České republice úředně platným sňatkem od novelizace zákona o rodině v roce 1992.

## Podmínky
Pro církevní sňatek platí stejné základní podmínky, jako pro občanskou svatbu. Snoubenci musí nejprve oddávajícímu zástupci církve předložit potvrzení matričního úřadu, v jehož správním obvodu má být manželství uzavřeno, že tyto podmínky splňují. Od vydání tohoto osvědčení do sňatečného obřadu nesmí uplynout více než šest měsíců. Pokud byl uzavřen církevní sňatek, musí oddávající do tří pracovních dnů od uzavření manželství doručit příslušnému matričnímu úřadu protokol o uzavření manželství. Pokud snoubenci uzavřeli nejdříve občanský sňatek, nemá jejich následný církevní obřad právní následky. Pokud nejdříve uzavřeli církevní sňatek, nemohou již uzavřít sňatek občanský.
Další podmínky, za jakých se může uskutečnit církevní sňatek, si určuje každá církev, resp. náboženská společnost, která má oprávnění uzavírat manželství, sama (např. křestní list). Také podmínky či vůbec možnost rozvodu se v různých církvích liší.
Při extrémní situaci ohrožení života jednoho, popřípadě obou snoubenců (in articulo mortis), lze vykonat i církevní sňatek bez předložení jakýchkoli dokladů, podmínkou však zůstává to, že sňatek musí vykonat pověřená osoba registrované církve či náboženské společnosti.
Aby mohl pár uzavřít křesťanský církevní sňatek, musí být obvykle alespoň jeden z páru pokřtěn.
Některé církve a náboženské společnosti umožňují církevní sňatky homosexuálních párů. Příkladem v České republice je Náboženská společnost českých unitářů, v zahraničí pak příkladů lze nalézt dnes již mnoho, ať již mezi tradičně křesťanskými církvemi, kupříkladu u Švédské luteránské církve anebo v tomto ohledu dobře známé Unitarian Universalist Association.